# Dylan Vox
Dylan Vox (ur. 25 grudnia 1978 w Atlancie) – amerykański aktor i producent telewizyjny i filmowy, blogger, występujący także w produkcjach pornograficznych pod pseudonimem Brad Benton.

## Życiorys

### Wczesne lata
Urodził się w Atlancie w stanie Georgia. Miesiąc po swoich narodzinach został zaadaptowany przez Donnę Blount. Wychowywał się w Marietta w Georgia. Studiował balet na Belleston Academy.
Już w młodym wieku zaczął jeździć konno i brał udział w zawodach regionalnych i krajowych Western pleasure. Po ukończeniu szkoły średniej, uzyskał tytuł licencjata w dziedzinie nauk politycznych i dziennikarstwa na Georgia Southern University. Następnie przeniósł się do Denver w stanie Kolorado i trenował łyżwiarstwo figurowe w Olympic Training Center z Carol Fox, gdzie odniósł pewien sukces na poziomie krajowym ze swoją partnerką Erin Bales. Uzyskał tytuł Master of Business Administration na Uniwersytecie w Denver, po czym przeniósł się do Kalifornii i latach 2004–2006 w Malibu uczył się na Pepperdine University, który ukończył ze stopniem Juris Doctor (doktor prawa). Zrezygnował jednak z kariery prawniczej. Studiował aktorstwo w Groundlings, Brian Reise Studio i Hollins College Summer Program.

### Kariera
W 2000 pod pseudonimem Brad Brantley wziął udział w gejowskim filmie porno Home Movies. W latach 2001–2012 jako Brad Benton wystąpił w blisko stu filmach erotycznych, zdobywając jedenaście nagród przemysłu pornograficznego GayVN Award, a także osiem nominacji do tego lauru.
Pojawił się także w musicalu Debbie Does Dallas oraz hip-hoperze City Kid. Wystąpił jako Colin w trzech odcinkach serialu gejowskiego Hotel Dante (Dante's Cove, 2006), spin offie serialu LGBT The Lair (2007-2009), który przysporzył mu popularność medialną. W krótkim metrażu D.K. Johnstona The Cypherian (2009) otrzymał rolę Lucyfera. 
Można go było dostrzec również w dreszczowcu Pornography: A Thriller (2009) w roli Jasona Steele'a, filmie katastroficznym Titanic II (2010) jako Dwayne'a Stevensa, Megarekin kontra krokozaurus (Mega Shark vs Crocosaurus, 2010) jako CWO Butowskiego, Inwazja rekinów (Jersey Shore Shark Attack, 2012) w roli Spencera u boku Jacka Scalii oraz Hercules Reborn (2014) jako Nikos z Johnem Henniganem, Christianem Oliverem i Jamesem Duvalem.
Był producentem Rekinado 2: Drugie ugryzienie (Sharknado 2: The Second One, 2014) i Rekinado 3 (Sharknado 3: Oh Hell No!, 2015) z Tarą Reid, Ianem Zieringiem i Davidem Hasselhoffem. 
Jako zdeklarowany homoseksualista, pisał dla wielu portali o tematyce LGBT, w tym dla „Gay Games Blog”, a także był twórcą bloga o nazwie „21st – Century Vox”, redaktorem sportowym i felietonistą na portalu GayWired.com.

## Nagrody i nominacje
| Rok  | Nagroda           | Kategoria                           | Film                               | Inni wykonawcy               | Rezultat  |
| ---- | ----------------- | ----------------------------------- | ---------------------------------- | ---------------------------- | --------- |
| 2002 | Grabby Award      | Najlepsza scena seksu triolizmu     | The Other Side of Aspen 5 (2001)   | Joe Foster i Alec Martinez   | Nominacja |
| 2002 | Grabby Award      | Najlepszy nowy przybysz             | -                                  | -                            | Wygrana   |
| 2002 | Grabby Award      | Najlepszy aktor drugoplanowy        | Carnal Intentions (2001)           | -                            | Nominacja |
| 2002 | Grabby Award      | Najlepsza scena seksu w duecie      | Carnal Intentions (2001)           | Tony Donovan                 | Wygrana   |
| 2004 | GayVN Award       | Najlepszy aktor drugoplanowy        | There Goes the Neighborhood (2003) | -                            | Wygrana   |
| 2004 | Grabby Award      | Najlepsza scena seksu w duecie      | There Goes the Neighborhood (2003) | Paul Johnson                 | Nominacja |
| 2004 | Grabby Award      | Najlepszy aktor drugoplanowy        | There Goes the Neighborhood (2003) | -                            | Wygrana   |
| 2004 | Grabby Award      | Najlepszy wykonawca                 | -                                  | -                            | Wygrana   |
| 2005 | GayVN Award       | Najlepszy aktor drugoplanowy        | Jet Set Direct: Take One (2003)    | -                            | Wygrana   |
| 2005 | Grabby Award      | Najlepszy aktor drugoplanowy        | Jet Set Direct: Take One (2003)    | -                            | Nominacja |
| 2005 | Grabby Award      | Najlepszy wykonawca                 | -                                  | -                            | Nominacja |
| 2005 | Grabby Award      | Najlepszy aktor                     | Wet Palms (2004)                   | -                            | Wygrana   |
| 2005 | Grabby Award      | Najlepsza scena seksu triolizmu     | 69: Discover the Secret (2004)     | Jack Ryan i Arpad Miklos     | Nominacja |
| 2005 | Grabby Award      | Najgorętszy wszechstronny wykonawca | -                                  | -                            | Wygrana   |
| 2005 | Grabby Award      | Najlepsza scena seksu triolizmu     | Buckleroos: Part II (2004)         | Owen Hawk i Diego De La Hoya | Wygrana   |
| 2006 | Hard Choice Award | Najlepszy aktor drugoplanowy        | Desperate Husbands (2005)          | -                            | Wygrana   |
| 2006 | Grabby Award      | Najlepszy aktor drugoplanowy        | Beyond Perfect (2005)              | -                            | Nominacja |
| 2006 | Grabby Award      | Najlepszy aktor                     | Dirty Little Sins (2005)           | -                            | Nominacja |
| 2006 | Grabby Award      | Najlepsza scena seksu solo          | Dirty Little Sins (2005)           | -                            | Wygrana   |
| 2006 | Grabby Award      | Najlepszy wykonawca                 | -                                  | -                            | Wygrana   |